# Disseny d'educació
El disseny d'educació és l'ensenyament de teories i les seves aplicacions en el disseny de productes, serveis i entorns educatius. Aquesta disciplina pot incloure diverses altres disciplines de disseny, com arquitectura, disseny gràfic, disseny de web, disseny d'embalatge, disseny industrial, disseny de moda, disseny d'interior, disseny sostenible i disseny universal. Els valors i actituds que caracteritzen les modernes escoles de disseny difereixen entre elles.
El disseny d'educació està relacionat amb la resolució de problemes i tracta d'aprendre com aplicar mètodes pràctics, coneixement previ i talent natural per solucionar problemes nous. Es refereix també a l'Educació Creativa.
Amb un disseny d'educació complet, es pot dirigir aquest a professionals com arquitectes, dissenyadors gràfics, dissenyadors d'UX, directors creatius, directors d'art, estrategs de contingut, dissenyadors de web, desenvolupadors de web, il·lustradors, arquitectes d'informació, dissenyadors d'interior, dissenyadors visual, dissenyadors de servei i dissenyadors de UI.